# Coursetia tumbezensis
Coursetia tumbezensis är en ärtväxtart som beskrevs av James Francis Macbride. Coursetia tumbezensis ingår i släktet Coursetia, och familjen ärtväxter. Inga underarter finns listade i Catalogue of Life.